# Эркень, Иштван
И́штван Э́ркень (венг. Örkény István; 5 апреля 1912, Будапешт — 24 июня 1979, там же) — венгерский прозаик и драматург, основоположник венгерского театра абсурда.

## Биография
Иштван Эркень с юных лет увлекался литературой; получив образование фармацевта и инженера-химика, он тем не менее посвятил себя литературе и в конце 30-х годов на собственные средства издал свой первый сборник рассказов — «Пляска моря».
После вступления Венгрии во Вторую мировую войну на стороне Германии Эркень был мобилизован в армию, отправлен в трудовой батальон на Восточный фронт и в конце концов оказался в советском плену на Дону. В лагерных условиях он смог вернуться к литературному труду и на родину в 1946 году вернулся со сборником социографических исследований «Люди лагерей», десятком рассказов и пьесой «Воронеж».
В 1957 году, после подавления восстания в Венгрии, Эркень был включён в «чёрный список» цензуры за свои дерзкие выступления на радио и в печати. Не имея возможности печататься, работал на заводе по изготовлению медикаментов и перевязочных средств. Запрет на публикацию, продолжавшийся до начала 60-х годов, освободил писателя не только от внешней, но и от внутренней цензуры: «Я не думал о редакторе, рецензенте, издателе и даже о читателе, меня занимало лишь то, что я пишу». В этот период он создал новый жанр — «рассказы-минутки», психологические миниатюры из современной жизни.
Запрет был снят в 1963 году, в печати появились сборники его рассказов, драмы и повести «Кошки-мышки» (1963) и «Семья Тотов» (1964); сценические варианты этих повестей, шедшие на сценах Европы, Америки, Японии и Австралии, принесли Эркеню международное признание. В 1970-е годы обе пьесы пользовались большим успехом и в Советском Союзе, особенно антитоталитарная «Семья Тот» в постановке Большого драматического театра, где она шла под названием «Тоот, другие и майор». В 1978 году в СССР был проведен фестиваль, специально посвящённый сценическим интерпретациям трагикомедии «Кошки-мышки». Обе пьесы обрели новую жизнь на российской сцене в последнее десятилетие.
Был женат на драматурге Жуже Ра́дноти.

## Сочинения
Сборники рассказов
- «Пляска моря» (Tengertánc, 1941)
- «Царевна иерусалимская» (Jeruzsálem hercegnője, 1966)
- «Молодожены на липучке» (Nászutasok a légypapíron, 1967)

Повести
- «Кошки-мышки» (Macskajáték, 1963)
- «Выставка роз» (Rózsakiállítás, 1977)
- «Семья Тот» (или «Семья Тотов», Tóték, 1964)

Пьесы
- «Воронеж» (Voronyezs, 1948)
- «Искатели ключей» (Kulcskeresők, 1977)
- «Сценарий»
- «Пишти в кровавую грозу» (Pisti a vérzivatarban)
- «Семья Тот» (Tóték, 1967)
- «Кошки-мышки» (Macskajáték1969)

## Театральные постановки

### Наиболее известные постановки в России
«Семья Тот»
- 1971 — «Тоот, другие и майор». Большой драматический театр им. М. Горького; постановка Г. А. Товстоногова; художник В. Я. Левенталь; режиссёр А. Г. Товстоногов; музыкальное оформление С. Е. Розенцвейга. Роли исполняли: Тоот — Е. Лебедев, Маришка — В. Ковель и М. Призван-Соколова, Агика — С. Карпинская, Гизи — Л. Макарова и И. Варшавская, Майор — Н. Трофимов, Священник — И. Заблудовский, профессор Киприани — В. Стржельчик и А. Пустохин. Премьера состоялась 7 марта.
- 1971 — «Тоот, другие и майор». «Современник»; постановка А. А. Алова, В. Н. Наумова. В главных ролях — Олег Табаков и Валентин Гафт.
- 2001 — «Побывка». Театр Юношеского Творчества (ТЮТ), режиссёр Пётр Некрасов, в главных ролях Георгий Кобиашвили и Дмитрий Лавров.
- 2006 — «Семья Тотов». Московский областной драматический театр им. А. Островского; режиссёр Валентин Варецкий.

«Кошки-мышки»
- 1974 — Большой драматический театр им. М. Горького; постановка Ю. Е. Аксёнова; художник Э. С. Кочергин; музыкальное оформление С. Е. Розенцвейга. В главных ролях: Ержи Орбан — Зинаида Шарко, Гиза — Людмила Макарова. Премьера состоялась 10 марта.
- 2004 — МХТ им. Чехова; постановка Ю. Ерёмина; художник Алексей Порай-Кошиц. В главных ролях: Эржи Орбан — Нина Гуляева, Гиза — Ольга Яковлева. Премьера состоялась 31 декабря.
- 2009 — Большой драматический театр имени Г. А. Товстоногова, возобновление постановки 1974 года. В главных ролях: Эржи Орбан — Зинаида Шарко, Гиза — Людмила Макарова.[7]

## Экранизации
- 1969 — «Семья Тот»; режиссёр Золтан Фабри (Венгрия)
- 1972 — «Кошки-мышки»; режиссёр Карой Макк (Венгрия)

## Издания в России
- И. Эркень. Избранное / В переводе Т. Воронкиной. — М.: Художественная литература, 1981. — 352 с. — 50 000 экз.
- И. Эркень. Путь к гротеску / В переводе Т. Воронкиной. — М.: Известия, 1984. — 192 с. — 50 000 экз.
- И. Эркень. Повести. Рассказы. Рассказы-минутки. — М.: Радуга, 2000. — 320 с. — 3000 экз. — ISBN 5-05-004965-2.
- И. Эркень. Народ лагерей. — М.: Хроникер, 2006. — 224 с. — 2000 экз. — ISBN 5-901238-33-8.
- И. Эркень. Рассказы-минутки / В переводе Т. Воронкиной. — М.: Вагриус, 2008. — 416 с. — 2000 экз. — ISBN 978-5-9697-0657-6.
- И. Эркень. Семья Тотов. Кошки-мышки / В переводе Т. Воронкиной. — М., 2012. — 232 с. — 3000 экз. — ISBN 978-5-904561-75-8.